# Emerson Hyndman
Emerson Schellas Hyndman (Dallas, Estados Unidos, 9 de abril de 1996) es un futbolista estadounidense. Juega como mediocampista y su equipo es el Memphis 901 de la USL Championship.

## Trayectoria

### Inicios
Hyndman comenzó jugando al fútbol en los Estados Unidos para el equipo juvenil del Dallas Texans Soccer Club, y más adelante para las divisiones inferiores del FC Dallas.

### Fulham FC
Hyndman se unió a las divisiones inferiores del Fulham en 2011. En abril de 2013 firmó su primer contrato profesional,.
Hizo su debut con el primer equipo el 9 de agosto de 2014, jugando como titular en el primer partido del Championship 2014-15 en la derrota 1-2 frente al Ipswich Town.

### AFC Bournemouth
El 17 de junio de 2016, Hyndman fichó con el AFC Bournemouth de la Premier League de Inglaterra, firmando contrato por cuatro años.

### Rangers
El 9 de enero de 2017, el Rangers logró su cesión hasta final de temporada.

### Hibernian
El 8 de agosto de 2018 fue cedido al Hibernian durante seis meses.

### Atlanta United
El 2 de julio de 2019 fue enviado a préstamo al Atlanta United de la MLS. Al término de la temporada, el 9 de diciembre, se anunció que Hyndman fichó permanentemente con el Atlanta.

## Selección nacional

### Categorías inferiores
Hyndman ha sido miembro de las selecciones sub-17, sub-20 y, más recientemente, sub-23 de los Estados Unidos. Hizo su debut en esta última categoría el 13 de octubre de 2014 en un partido amistoso frente a Brasil.
El 20 de noviembre de 2014, Hyndman fue nominado por la Federación de Fútbol de Estados Unidos, junto con tres otros futbolistas, al premio al Futbolista del Año en los Futbolista Joven del Año en Estados Unidos. No obstante, el premio fue otorgado finalmente a DeAndre Yedlin.

#### Sub-20
El 28 de diciembre de 2014 fue incluido en la lista preliminar de 35 jugadores de Estados Unidos con miras al Campeonato Sub-20 de la Concacaf de 2015, el cual sirvió de clasificación para la Copa Mundial de Fútbol en esa categoría en junio de ese año. El 5 de enero de 2015 fue incluido en la lista final de futbolistas que disputaron el torneo. En el torneo, Hyndman anotó su primer gol en la goleada 8-0 sobre Aruba.
Hyndman fue uno de los 21 convocados por Tab Ramos para disputar la Mundial Sub-20 2015 en Nueva Zelanda, siendo nombrado capitán para el torneo. Fue titular en el partido inaugural de los Estados Unidos frente a Myanmar, anotando un gol en la victoria 2-1, y continuó iniciando todos los partidos de su selección hasta su eliminación en cuartos de final ante Colombia.

#### Sub-23
El 18 de septiembre de 2015, Hyndman fue incluido en la lista oficial de 23 jugadores que disputarán el Torneo Preolímpico de la Concacaf con miras a los Juegos Olímpicos de Río de Janeiro de 2016. Fue autor de uno de los goles de su equipo en la victoria 6-1 de Estados Unidos sobre Cuba en la fase de grupos.

#### Selección mayor
Fue convocado por primera vez a la selección mayor de los Estados Unidos el 28 de agosto de 2014 con miras a un partido amistoso frente a la República Checa. Hizo su debut en ese partido, ingresando en el segundo tiempo.

### Participaciones en Copas del Mundo
| Mundial                     | Sede          | Resultado        | Partidos | Goles |
| --------------------------- | ------------- | ---------------- | -------- | ----- |
| Copa Mundial Sub-20 de 2015 | Nueva Zelanda | Cuartos de final | 5        | 2     |

## Estadísticas
Actualizado al último partido disputado el 21 de abril de 2024.
| Club                          | Div.          | Temporada     | Liga  | Liga  | Copas nacionales | Copas nacionales | Copas internacionales | Copas internacionales | Total | Total |
| Club                          | Div.          | Temporada     | Part. | Goles | Part.            | Goles            | Part.                 | Goles                 | Part. | Goles |
| ----------------------------- | ------------- | ------------- | ----- | ----- | ---------------- | ---------------- | --------------------- | --------------------- | ----- | ----- |
| Fulham F. C. Inglaterra       | 2.ª           | 2014-15       | 9     | 0     | 2                | 0                | ―                     | ―                     | 11    | 0     |
| Fulham F. C. Inglaterra       | 2.ª           | 2015-16       | 16    | 1     | 1                | 0                | ―                     | ―                     | 17    | 1     |
| Fulham F. C. Inglaterra       | Total club    | Total club    | 25    | 1     | 3                | 0                | 0                     | 0                     | 28    | 1     |
| AFC Bournemouth Inglaterra    | 1.ª           | 2016-17       | 0     | 0     | 3                | 0                | ―                     | ―                     | 3     | 0     |
| Rangers F. C. Escocia         | 1.ª           | 2016-17       | 13    | 4     | 4                | 0                | ―                     | ―                     | 17    | 4     |
| Rangers F. C. Escocia         | Total club    | Total club    | 13    | 4     | 4                | 0                | 0                     | 0                     | 17    | 4     |
| AFC Bournemouth Inglaterra    | 1.ª           | 2017-18       | 1     | 0     | 3                | 0                | ―                     | ―                     | 4     | 0     |
| Hibernian F. C. Escocia       | 1.ª           | 2018-19       | 15    | 1     | 2                | 0                | 2                     | 0                     | 19    | 1     |
| Hibernian F. C. Escocia       | Total club    | Total club    | 15    | 1     | 2                | 0                | 2                     | 0                     | 19    | 1     |
| AFC Bournemouth Inglaterra    | 1.ª           | 2018-19       | 1     | 0     | 0                | 0                | ―                     | ―                     | 1     | 0     |
| AFC Bournemouth Inglaterra    | Total club    | Total club    | 2     | 0     | 6                | 0                | 0                     | 0                     | 8     | 0     |
| Atlanta United Estados Unidos | 1.ª           | 2019          | 17    | 1     | 3                | 1                | ―                     | ―                     | 20    | 2     |
| Atlanta United Estados Unidos | 1.ª           | 2020          | 20    | 2     | ―                | ―                | 4                     | 0                     | 24    | 2     |
| Atlanta United Estados Unidos | 1.ª           | 2021          | 7     | 1     | ―                | ―                | 4                     | 0                     | 11    | 1     |
| Atlanta United Estados Unidos | 1.ª           | 2022          | 9     | 0     | 2                | 0                | ―                     | ―                     | 11    | 0     |
| Atlanta United Estados Unidos | Total club    | Total club    | 53    | 4     | 5                | 1                | 8                     | 0                     | 66    | 5     |
| Memphis 901 Estados Unidos    | 2.ª           | 2023          | 15    | 3     | ―                | ―                | ―                     | ―                     | 15    | 3     |
| Memphis 901 Estados Unidos    | 2.ª           | 2024          | 5     | 0     | 1                | 0                | ―                     | ―                     | 6     | 0     |
| Memphis 901 Estados Unidos    | Total club    | Total club    | 20    | 3     | 1                | 0                | 0                     | 0                     | 21    | 3     |
| Total carrera                 | Total carrera | Total carrera | 128   | 13    | 21               | 1                | 10                    | 0                     | 159   | 14    |
| 1. 2.                         |               |               |       |       |                  |                  |                       |                       |       |       |

## Vida privada
Hyndam es el nieto del exentrenador de fútbol estadounidense Schellas Hyndman.